# Bojan Kostandinović
Dr Bojan Kostandinović (Zaječar, 1971) nekadašnji je proslavljeni srpski odbojkaš i jugoslovenski reprezentativac. Diplomirani je inženjer mašinstva iz oblasti motornih vozila, magistar tehničkih nauka iz oblasti industrijskog inženjerstva i doktor ekonomskih nauka iz oblasti strategijskog menadžmenta.
Profesionalno je igrao odbojku 15 godina u periodu od 1991. do 2006. godine u srpskim i inostranim klubovima.
Poslovnu karijeru dugu skoro dve decenije započeo je najpre u konsultantskoj kući za istraživanje i projektovanje, nastavio je u autoindustriji, a trenutno se bavi obrazovanjem. Osnivač je i direktor Centra za edukaciju i razvoj potencijala "Implementacija znanja" kao i predavač i mentor na doktorskim studijama - DBA (Doctor of Business Administration) na prestižnoj poslovnoj školi SSBM u Ženevi - Swiss School of Business and Management Geneva. Partner je i član Skupštine osnivača u Mokrogorskoj školi menadžmenta i vodeći predavač iz oblasti strategije i strategijskog menadžmenta. Sertifikovani je sudski veštak i konsultant iz oblasti mašinske tehnike.
Predavačkim pozivom bavi se, kako u školama i na fakultetima, tako i na konferencijama, seminarima, naučnim i stručnim skupovima u zemlji i inostranstvu.
Opsednut je čitanjem, pisanjem, sportom i putovanjima, obišao je preko četrdeset zemalja sveta.
Napisao je i objavio dve knjige, prvu 2020. godine pod nazivom „Moja porodica i ostale zverke“, a drugu 2023. godine pod nazivom “Moždana implozija akrilnih priča”.
Bavi se slikarstvom, 2023. godine je u UK Parobrod imao svoju prvu samostalnu izložbu.
Govori engleski i francuski jezik, služi se grčkim i rumunskim jezikom.
Član je Mensa Srbije i deo Naučnog odseka Mensa Srbije, takođe član je Instituta za dečiju književnost.
Oženjen je suprugom Bojanom sa kojom ima dva sina, Relju i Savu.

## Poslovna karijera
Poslovnu karijeru započinje odmah po završetku studija u firmi za istraživanje, projektovanje i konsalting „IPIK” iz Beograda. Radio je nakon toga celu jednu deceniju u automobilskoj industriji, uglavnom na rukovodećim pozicijama. Najpre je četiri godine proveo u kompaniji Mercedes-Benz SCG, ćerki firmi automobilskog giganta Daimler-Chrysler AG gde je vodio prodajni tim prestižnih američkih brendova Chrysler-Jeep-Dodge, a zatim više od pet godina u Fiat-ovim i Renault Nissan dilerstvima u Beogradu. Bio je zadužen za razvoj, prodajne, postprodajne i marketinške aktivnosti, implementaciju strategija kompanija, strategijski razvoj Start-up organizacija, organizovanje i edukaciju kompanijskih timova.
Pet godina proveo je na poziciji direktora za razvoj Mokrogorske škole menadžmenta, jedine poslovne škole u regionu koja se bavi obrazovanjem odraslih. Bio je zadužen za strategijski rast organizacije, razvoj novih projekata, standardizaciju procesa, kao i prodajne i marketinške aktivnosti.
Danas, kao osnivač i vlasnik, razvija i rukovodi Centrom za edukaciju „Implementacija znanja”.

## Predavački poziv
Više od 10 godina održava seminare iz oblasti poslovnog upravljanja, strategije, strategijskog menadžmenta, savremenih menadžerskih koncepata i balansiranih merila performansi u Privrednoj komori Srbije, Privrednoj komori Beograda kao i u Centru za unapređenje korporativnog upravljanja u Republici Srpskoj. Održao je veliki broj gostujućih predavanja studentima na Mašinskom fakultetu Univerziteta u Beogradu, FEFA i Fakultetu za menadžment Univerziteta Singidunum, Fakultetu za poslovne studije u Banja Luci kao i Fakultetu za sportski menadžment u Beogradu. Na Fakultetu za inženjerski menadžment u Beogradu držao je na master studijama predmet „Upravljanje rizicima u savremenim organizacijama”.
Predavač je u Mokrogorskoj školi menadžmenta od 2015. godine gde predaje na Executive MBA studijama, General Management Program-u, Liderstvu i strategiji kao i mnogim drugim programima škole na temu upravljačkih veština, menadžmenta, liderstva, upravljanja promenama, inovacija, pregovaračkih i prodajnih veština.
U Centru za edukaciju „Implementacija znanja” razvija nove programe i savremene pristupe prenošenja znanja, kako u korporativnom svetu tako i kroz individualni pristup pojedincima, u radu sa mladima, kao i u radu sa sportistima. Predaje i kao mentor vodi studente na doktorskim DBA studijama na poslovnoj školi SSBM iz Ženeve, Švajcarska.
Njegova predavanja je do sada slušalo više od 6.000 menadžera iz preko sto domaćih i inostranih kompanija koje posluju u Srbiji i regionu.

### Objavljeni naučni radovi
Napisao je i objavio u uglednim domaćim i stranim časopisima više naučnih radova iz oblasti mašinstva, menadžmenta, savremenih menadžerskih koncepata, liderstva, razvoja novih projekata, strategijskog i organizacionog razvoja kompanija.
- Metode ekspertskog predviđanja veka tehničkih sistema, Naučno-stručni skup „Održavanje mašina i opreme“, Mašinski fakultet u Beogradu, 2006. godine
- Kombinovanje metoda predviđanja u procesu analize održavanja motornih vozila (integracija brainstorming i PATTERN metode), IV Skup privrednika i naučnika, FON u Beogradu, 2006. godine
- Analiza ispitivanja pouzdanosti motornih vozila, Naučno-stručni skup „Održavanje mašina i opreme“, Mašinski fakultet u Beogradu, 2007. godine
- Uticaj najvažnijih kontingentnih faktora na organizacionu strukturu, Simpozijum „Istraživanje za istraživanja i projektovanja u privredi“, Mašinski fakultet u Beogradu, 2007. godine
- Transformacioni leadership i outsourcing kao jedan od strategijskih pravaca razvoja kompanije, I SINERGIJA Naučni skup 2009, Sinergija Univerzitet u Bijeljini, Republika Srpska, 2009. godine
- Primena koncepta balansiranog merila performansi (BalancedScorecard - BSC) sa osvrtom na autoindustriju, XXXIV Naučni simpozijum „Održavanje tehnike i opreme, OMO 2009 – Logistika u autoindustriji“, Mašinski fakultet u Beogradu, jun 2009. godine
- Primena Monte-Karlo metode u simulacije kretanja zračenja pri sagorevanju, XXXVI Naučni simpozijum „Održavanje tehnike i opreme, OMO 2011.“, Mašinski fakultet u Beogradu, jun 2011. godine
- Balansirana merila performansi i njihov uticaj na ostvarenje rezultata u automobilskoj industriji globalnog okruženja, Crnogorski ekonomski žurnal, Podgorica, Crna Gora, decembar 2011.
- Balansirana merila performansi i strategijske mape u procesu implementacije strategije u sportskoj organizaciji, VIII Međunarodna konferencija „Menadžment u sportu“, Fakultet za menadžment u sportu, Beograd, jun 2012.
- ( lista), TTEM – Technics Technologies Education Management, 09/10, 2012, Sarajevo, BiH, septembar 2012.
- Procena rizika proširivanja sfere poslovanja Centra za strane jezike, Fakultet za inženjerski menadžment u Beogradu, 2014.

## Profesionalna sportska karijera
Uporedo sa školovanjem na Mašinskom fakultetu, ali i nakon toga, imao je i zapaženu internacionalnu profesionalnu sportsku karijeru. Odbojku je u periodu od 1991. do 1999. godine profesionalno igrao u najvećim jugoslovenskim klubovima - OK Partizan i OK Crvena Zvezda, za koje je odigrao 420 zvaničnih utakmica. Godine 1999. karijeru nastavlja u inostranstvu gde ostaje do 2006. godine i igra za najveće klubove u Grčkoj, Poljskoj, Francuskoj i Libanu. Odigrao je u karijeri preko 1000 zvaničnih profesionalnih utakmica.
U periodu od 2011. do 2018. godine bio je član Upravnog odbora OK Crvena Zvezda i član Skupštine sportskog društva Crvena Zvezda .
Od 2011. godine nosilac je plakete „Moj klub“ koju OK „Crvena Zvezda“ dodeljuje zaslužnim igračima.
Proglašen je za sportistu decenije 1990—2000. Opštine Zaječar.

### Sportska takmičenja
- 21 nastup za nacionalnu selekciju SR Jugoslavije
- 8 sezona takmičenje u Kupovima Evrope
- 2 sezone takmičenje u Ligi Šampiona Evrope
- Kup Arabije – Damask, Sirija 2006.
- Univerzijada – Fukuoka, Japan 1995.

### Klubovi
| Klub              | Zemlja         | Od-do (sezona) |
| ----------------- | -------------- | -------------- |
| Al Intilak        | Liban          | 2005 — 2006.   |
| Spacer’s Toulouse | Francuska      | 2003 — 2004.   |
| Stade Poitevin    | Francuska      | 2002 — 2003.   |
| Antonis Baabda    | Liban          | 2001 — 2002.   |
| AZS Czestochowa   | Poljska        | 2000 — 2001.   |
| EAP Patron        | Grčka          | 1999 — 2000.   |
| Crvena Zvezda     | SR Jugoslavija | 1997 — 1999.   |
| Partizan          | SR Jugoslavija | 1995 — 1997.   |
| Crvena Zvezda     | SR Jugoslavija | 1994 — 1995.   |
| Partizan          | SR Jugoslavija | 1990 —1994.    |

### Sportske titule
- Liga šampiona Evrope, 1/4 Finala, 1991/1992, 2002/2003.
- Osvajač Kupa Jugoslavije – zlatna medalja 1997/1998.
- 5 puta Vice Šampion Jugoslavije - 5 srebrnih medalja, 1991-1999.
- 7 puta Vice Šampion Kupa Jugoslavije - 7 srebrnih medalja, 1991-1999.
- Vice Šampion Poljske – srebrna medalja, 2000/2001.
- Vice Šampion Kupa Poljske – srebrna medalja, 2000/2001.
- Evropski Kup CEV sa OK Czestochowa (POLJSKA), 1/4 Final, 2000/2001.
- Vice Šampion Kupa Francuske – srebrna medalja, 2002/2003.
- Najbolji igrač Finala Super lige Libana, 2001/2002.
- Super Kup Libana – zlatna medalja, 2005/2006.
- Treće mesto u šampionatu Libana – bronzana medalja, 2005/2006.

## Spoljašnje veze
- Zvanični veb-sajt
- „Samoinicijativom šampionski u život!”. Sport indeks. Приступљено 6. 5. 2020.